# Níkea-Ágios Ioánnis Rénti
Níkea-Ágios Ioánnis Rénti (grec moderne : Νίκαια-Άγιος Ιωάννης Ρέντη) est un dème près d'Athènes, en Grèce, dans le district régional du Pirée. Il a été créé en 2011 par le programme Kallikratis à partir de Níkea et de Ágios Ioánnis (Réntis). Selon le recensement de 2011, la population de Níkea-Ágios Ioánnis Réntis compte 105 430 habitants.